# Birmingham Indoor Grand Prix 2017
Birmingham Indoor Grand Prix 2017 – mityng lekkoatletyczny, który odbył się 18 lutego w Barclaycard Arena.
Zawody były piątą, ostatnią odsłoną znajdującego się w kalendarzu IAAF World Indoor Tour – cyklu najbardziej prestiżowych zawodów halowych, organizowanych pod egidą IAAF w sezonie 2017.

## Rezultaty

### Mężczyźni
| Konkurencja:                   | 1. miejsce             | Rezultat    | 2. miejsce      | Rezultat    | 3. miejsce          | Rezultat    |
| Bieg na 60 metrów              | Ronnie Baker           | 6,55        | Kim Collins     | 6,58        | Richard Kilty       | 6,58        |
| Bieg na 400 metrów             | Pavel Maslák           | 45,89       | Luguelín Santos | 46,16       | Luka Janežič        | 46,38       |
| Bieg na 800 metrów             | Casimir Loxsom         | 1:46,13 PB  | Amel Tuka       | 1:46,59 NR  | Kyle Langford       | 1:46,79 PB  |
| Bieg na 1500 metrów            | Ben Blankenship        | 3:36,42 SB  | Ryan Gregson    | 3:36,50 NR  | Bethwell Birgen     | 3:37,32 SB  |
| Bieg na 5000 metrów            | Mohamed Farah          | 13:09,16 NR | Albert Rop      | 13:09,43 PB | Soufiane El Bakkali | 13:10,60 NR |
| Bieg na 60 metrów przez płotki | Andrew Pozzi           | 7,43 PB     | David King      | 7,63 PB     | Aries Merritt       | 7,70        |
| Skok w dal                     | Godfrey Khotso Mokoena | 7,99        | Tyrone Smith    | 7,83 NR     | Fabrice Lapierre    | 7,76        |
| Skok wzwyż                     | Erik Kynard            | 2,31 SB     | Robert Grabarz  | 2,28 SB     | Edgar Rivera        | 2,24        |

### Kobiety
| Konkurencja:                   | 1. miejsce         | Rezultat   | 2. miejsce        | Rezultat   | 3. miejsce            | Rezultat   |
| Bieg na 60 metrów              | Elaine Thompson    | 6,98       | Gayon Evans       | 7,17       | Christania Williams   | 7,18 PB    |
| Bieg na 400 metrów             | Zuzana Hejnová     | 51,77 SB   | Laviai Nielsen    | 51,90 PB   | Shamier Little        | 52,11 SB   |
| Bieg na 800 metrów             | Joanna Jóźwik      | 2:01,12    | Lovisa Lindh      | 2:01,69 PB | Shelayna Oskan-Clarke | 2:01,71 PB |
| Bieg na 1000 metrów            | Laura Muir         | 2:31,93 NR | Kate Grace        | 2:36,97 PB | Sanne Verstegen       | 2:38,72 NR |
| Bieg na 3000 metrów            | Hellen Obiri       | 8:29,41 NR | Sifan Hassan      | 8:30,76 NR | Dawit Seyaum          | 8:37,65 PB |
| Bieg na 60 metrów przez płotki | Christina Manning  | 7,83       | Sharika Nelvis    | 7,94       | Sally Pearson         | 7,96       |
| Skok o tyczce                  | Katerina Stefanidi | 4,63       | Nicole Büchler    | 4,53       | Mary Saxer            | 4,53       |
| Skok w dal                     | Lorraine Ugen      | 6,76 SB    | Jazmin Sawyers    | 6,71 PB    | Chantel Malone        | 6,39       |
| Pchnięci kulą                  | Anita Márton       | 18,97 SB   | Melissa Boekelman | 17,35      | Rachel Wallader       | 17,25      |

## Rekordy
Podczas mityngu ustanowiono 12 krajowych rekordów w kategorii seniorów:
| Zawodnik            | Reprezentacja        | Konkurencja         | Rezultat |
| ------------------- | -------------------- | ------------------- | -------- |
| Amel Tuka           | Bośnia i Hercegowina | bieg na 800 metrów  | 1:46,59  |
| Ryan Gregson        | Australia            | bieg na 1500 metrów | 3:36,50  |
| Kalle Berglund      | Szwecja              | bieg na 1500 metrów | 3:37,69  |
| Mohamed Farah       | Wielka Brytania      | bieg na 5000 metrów | 13:09,16 |
| Soufiane El Bakkali | Maroko               | bieg na 5000 metrów | 13:10,60 |
| Tyrone Smith        | Bermudy              | skok w dal          | 7,83     |
| Laura Muir          | Wielka Brytania      | bieg na 1000 metrów | 2:31,93  |
| Sanne Verstegen     | Holandia             | bieg na 1000 metrów | 2:38,72  |
| Zoe Buckman         | Australia            | bieg na 1000 metrów | 2:39,47  |
| Hellen Obiri        | Kenia                | bieg na 3000 metrów | 8:29,41  |
| Sifan Hassan        | Holandia             | bieg na 3000 metrów | 8:30,76  |
| Meraf Bahta         | Szwecja              | bieg na 3000 metrów | 8:43,00  |